# Chamoy (Gemeinde)
Chamoy ist eine französische Gemeinde mit 503 Einwohnern (Stand 1. Januar 2022) im Département Aube in der Region Grand Est (vor 2016 Champagne-Ardenne). Sie gehört zum Kanton Aix-Villemaur-Pâlis im Arrondissement Troyes.

## Geographie
Chamoy liegt etwa 25 Kilometer südsüdwestlich von Troyes. 
Nachbargemeinden sind Saint-Phal im Norden und Osten, Montigny-les-Monts im Süden und Westen sowie Auxon im Westen und Nordwesten.

## Bevölkerungsentwicklung
| Jahr                       | 1962 | 1968 | 1975 | 1982 | 1990 | 1999 | 2006 | 2011 | 2018 |
| -------------------------- | ---- | ---- | ---- | ---- | ---- | ---- | ---- | ---- | ---- |
| Einwohner                  | 368  | 325  | 291  | 386  | 446  | 425  | 462  | 479  | 509  |
| Quellen: Cassini und INSEE |      |      |      |      |      |      |      |      |      |

## Sehenswürdigkeiten

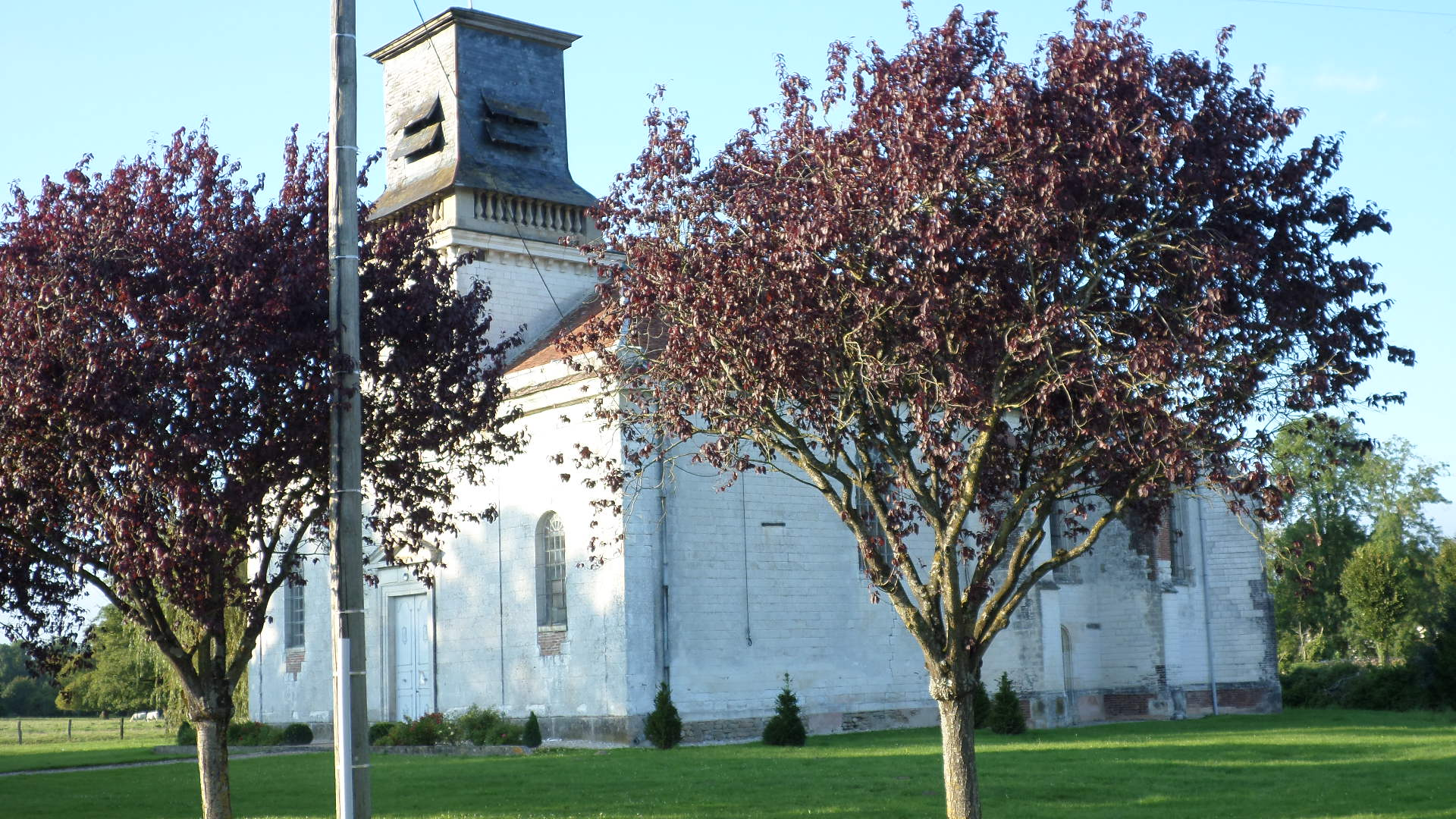
Kirche L’Immaculée-Conception

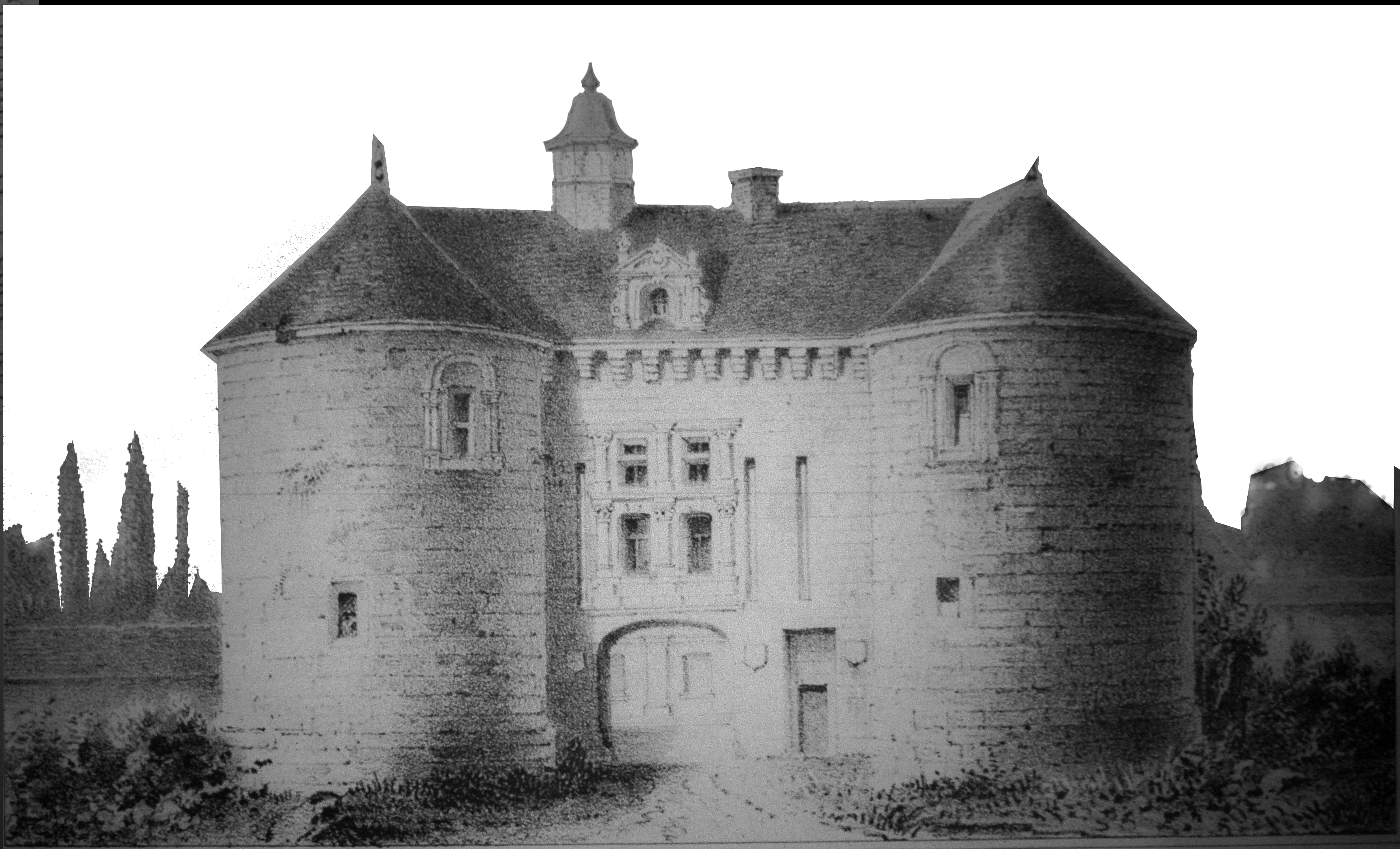
Schloss Chamoy

- Kirche L’Immaculée-Conception aus dem 15./16. Jahrhundert
- Schloss Chamoy